# Képtábla

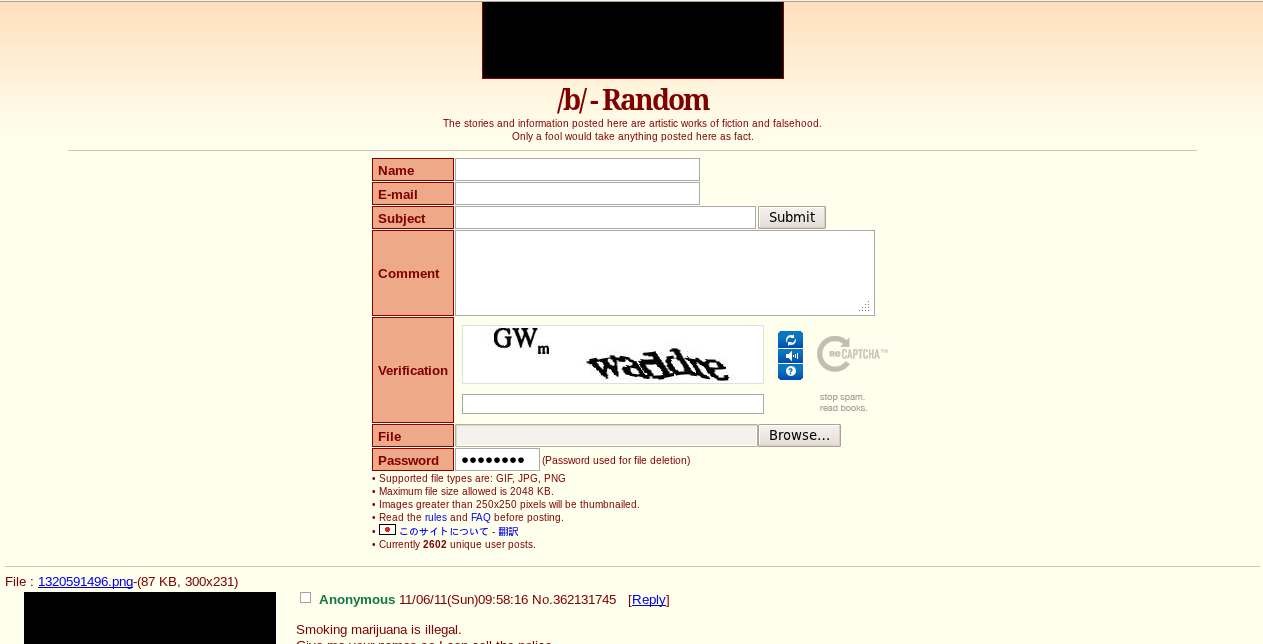
Képernyőkép a 4chan /b/, azaz „random” szekciójáról, 2011-ből (a fekete részek jogvédettnek minősülő képek kitakarva)

A képtábla (vagy angol kifejezéssel imageboard, esetleg image board) olyan internetes oldalak egy bizonyos csoportját jelölő kifejezés, amelyeknek közös jellemzője, hogy képek feltöltése, kommentálása köré épülnek. Alapvetően két fajtájuk alakult ki, ezek működési elve és fenntartási, látogatói filozófiája meglehetősen eltérő. Látogatóik körében az egyik fajta chan (ejtsd [csen] vagy [csán]), a másik pedig booru (ejtsd [bóru]) néven ismert, mindkét kifejezés egy-egy korai indulású oldal nevéből származik.

## Kialakulás
Először a chan-típusú (vagy *chan) imageboard oldalak jelentek meg, amelyek a japán internetezők körében népszerű textboard koncepciót vették alapul. A textboard alapvetően egy regisztrációt nem igénylő, tulajdonképpen anonim internetes fórum, így az imageboard, azaz képtábla ennek képekkel való kiegészítése. Japánban mindkét fajta oldal nagy népszerűségnek örvend; a legismertebb példa textboardra az 1999-ben indult 2channel (ejtsd [ni-csánneru] vagy [ní-csenöl]), vagy röviden csak 2ch. Az angolszász kultúrkörben, és így a „nyugati világban” viszont csak az imageboard koncepció terjedt el. A legismertebb és legnépszerűbb ilyen oldal Japánban a 2001-ben indult Futaba Channel, avagy Futaba vagy 2chan, nemzetközileg pedig a 2003-ban indult 4chan. Ez utóbbi nyomán terjedt el a chan szó általános használata. Magyar nyelven működő chan pl. a USTEAM image board, a lóhere, és a Turulchan, ezek látogatói kezdték el használni a chanokat leíró „képtábla” tükörfordítást, bár sokan manapság is csak imageboardként vagy chanként hivatkoznak az ilyen típusú oldalakra. A chanok általános jellemzője, hogy az adott oldalon belül több érdeklődési területtel foglalkoznak, bár ezek gyakran kapcsolódnak Japánhoz, videójátékokhoz, szerepjátszáshoz, és egyéb, hasonlóan „kocka” témákhoz.
A chan-típusú imageboardoktól nagyrészt függetlenül fejlődtek ki a booru-típusú (vagy *booru) oldalak, amelyek, bár imageboardnak szokás tekinteni őket, kinézetre inkább hasonlítanak internetes képgalériákra. Funkciójukat tekintve tulajdonképpen tekinthetők is egyfajta nyilvánosan kommentelhető galériának. Japánban nem népszerűek, a legtöbb ismert booru az Egyesült Államokban van bejegyezve, és tematikájukban általában erősen a japán popkultúrára, elsősorban az anime-manga szubkultúrára összpontosítanak. Ilyen ismert booru pl. a Danbooru, avagy Danbo (amelynek nevéből a booru szó származik), a Gelbooru, avagy Gel, a Yande.re (előtte Imouto.org), a Sankaku Channel (amely a Sankaku Complex híroldal boorujaként működik), vagy a Konachan. Ahogy ez látható, egyes booruk a nevükben utalnak a chan-típusú oldalakra, bár azoktól, a témáiktól eltekintve, meglehetősen különböznek. Mivel a booruk működési elve – lásd lejjebb – természetszerűleg sokkal több erőforrást igényel, ezért sokkal kevesebb létezik belőlük, mint chanokból.

## Működési elvek

### Chan-féle képtáblák

#### Boardok és threadek
A chanok több elkülönített, tematikus szekcióból, úgynevezett boardokból (ejtsd [bórd]) állnak, ezeken belül találhatóak az egyes kommentfolyamok, azaz threadek (ejtsd kb. [tríd]), amelyeket egyenként egy folyamatosan növekvő szám, a thread ID azonosít. A boardokat jellemzően perjelek közt álló egy- vagy több-betűs rövidítések jelölik, pl. /a/ (anime témában) vagy /mu/ (music, azaz zenei témában). Az egyes boardokon belül a threadek száma korlátozva van, ezért ha egy új threadet indít egy látogató, a képtábla automatikusan törli azt a threadet, amelyhez a legrégebb óta nem szólt hozzá senki. Mivel a threadek alapesetben a legutolsó hozzászólás dátuma szerint kerülnek listázásra, ezért új thread indításakor általában mindig a legutolsó listázott thread törlődik. Ekkor az összes, az adott threadben lévő hozzászólás és kép végérvényesen eltűnik az adott képtábla szervereiről. Ebből következik, hogy egy chan típusú képtábláról, a forgalmától függően, de előbb vagy utóbb minden tartalom törlődik, a threadek tekintetében ezt hívják 404-elésnek, a közismert HTTP 404-es – azaz a „nem található” – hibakód után.

#### Posztolás
Threadet indítani – más szóval posztolni – csak kép csatolásával lehetséges, a további kommentálás (posztolás) viszont képek nélkül is megengedett. A thread legelső hozzászólását, illetve annak közzétevőjét szokás OP-nak nevezni, ez az „original post” és „original poster” (eredeti poszt és eredeti posztoló) kifejezések rövidítése. A poszt szó maga tehát jelenti az OP kommentet is, és minden arra érkező kommentreakciót is. „Shitpost” (ejtsd [sitposzt]), azaz szarposzt a szokásos elnevezése az értelmetlen, illetve szándékosan negatív posztoknak, amelyeket gyakran internetes trollok írnak.
A chanok a látogatók anonimitását helyezik előtérbe, ezért felhasználói fiók regisztrálása nem lehetséges. Mégcsak a felhasználói nevek használata sem kötelező, sőt egyes oldalak egyenesen letiltják még ezt a lehetőséget is. Ugyanakkor az egyes hozzászólók önazonosítását lehetővé teszik az önként alkalmazott, úgynevezett tripcode-ok (ejtsd [tripkaód]), amelyek a felhasználók által kiválasztott – egyébként a saját tartalom törléséhez szükséges – jelszavakon alapulnak. Ha egy hozzászóló jelszót ad meg egy poszthoz, akkor az oldal abból képez egy egyedi tripcode-ot, és azt megjeleníti a poszt fejlécében. Ezáltal minden hozzászóló maga választhatja ki, hogy mely kommentjei függjenek össze más kommentjeivel ugyanazon tripcode használata által, lehetővé téve, hogy a felhasználók akár több anonim, de egymástól elkülönülő identitást is felvegyenek. Mindazonáltal a tripcode-ok használata nem népszerű, és általában negatív megítélés alá esik a teljesen anonim felhasználók részéről.
A legtöbb chanon a posztolást lehetővé tévő űrlap az alábbi mezőket tartalmazza:
- Name (név) – a hozzászóló neve, nem kötelező kitölteni (némelyik képtábla nélkülözi)
- E-mail (e-mail) – a hozzászóló e-mail címe, nem kötelező kitölteni (alapesetben ide kell írni a „sage” és „noko” utasításokat, lásd lejjebb)
- Subject (tárgy) – a hozzászólás tárgya, nem kötelező kitölteni
- Comment (hozzászólás) – maga a tulajdonképpeni hozzászólás, azaz komment
- Verification (ellenőrzés) – egyes képtáblák esetén a spamrobotok kiszűrését segítő CAPTCHA-mező
- File (fájl) – nem mező, hanem fájltallózási funkció képfájlok feltöltéséhez (csak thread indításakor kötelező)
- Password (jelszó) – a hozzászólás későbbi törlését lehetővé tévő jelszó, egyúttal a tripcode alapjául szolgáló karaktersorozat

Egy adott threadben való posztolás a threadet a board listájában az első helyre mozgatja (más szóval bumpolja, ejtsd [bámp]). A legtöbb képtábla általában mellőzi ezt a viselkedést, ha a felhasználó a „sage” (ejtsd [szage]) szót írja az e-mail mezőbe. Posztolás után a képtáblák az aktuális thread helyett a board listáját mutatják, ez szintén mellőzhető az e-mail mezőbe írt „noko” szóval, bár ez a funkció nem annyira általános. A sage lehetőségét sokszor használják a felhasználók nemtetszés kifejezésére, lévén egy sagelt thread hátrébb kerül a többihez képest a listában. A sage szó maga is előfordulhat komment szövegében, utalva a kommentelő véleményére a threadről. A két említett funkció közül a sage a 2channelről, a noko a 4chanról ered.

### Booru-féle képtáblák

#### Posztok
A booruk alapegysége a feltöltött kép, azaz a poszt, ezek alatt lehet megjegyzéseket, kommenteket közzétenni, illetve ezeket lehet címkékkel ellátni. Ezekre a címkékre rá lehet keresni akár egy adott poszt oldaláról, akár a booru főoldaláról, de akár más nézetekből is. A chanokkal ellentétben a legtöbb booru lehetővé teszi, vagy el is várja az állandó felhasználói névhez és jelszóhoz kötődő regisztrációt a kommentáláshoz, sőt a legtöbbjük személyre szabható felhasználói profilt (profilkép, privátüzenet-küldés, elérhetőségek listája stb.) is biztosít. Az egyes posztokat külön-külön egy folyamatosan növekvő szám, a post ID azonosítja. Magukat a képfájlokat egyes booruk a fájl MD5-kódja, mások a post ID szerint tárolják. Letöltésnél maradhat a fájlnév az MD5-kód, vagy a booru átnevezheti a képet a post ID és a címkék alapján, de előfordulhatnak más sémák is.
A boorukra leggyakrabban JPEG, PNG és GIF formátumú képfájlokat, illetve oldaltól függően BMP képfájlokat, WebM videofájlokat és Flash-animációkat is fel lehet tölteni. A feltöltés után – illetve gyakran már az előtt is, a feltöltési űrlapon – a feltöltőnek lehetősége van címkéket (tageket, ejtsd [teg]) megadni, amelyek körülírhatják a kép vagy animáció által ábrázolt tartalmat, és egyéb olyan metainformációkat, mint például az alkotó neve vagy a használt grafikai technika. Ezeket a címkéket általában bárki szerkesztheti, aki az adott boorun regisztrált, így idővel a felhasználók egyre jobban körülírják és kereshetővé teszik a feltöltött anyagokat. A chanoktól eltérően a boorukra feltöltött tartalmak, tehát a képek és a kommentek elérhetősége nem függ semmilyen mennyiségi vagy időbeli korláttól, így elviekben, hacsak nem sértik meg az adott oldal házszabályait, minden tartalom megmarad a szerveren, amíg azt az üzemeltetői fenntartják.

#### Címkézés
A boorukon általában irányelv a bizonyos keretek közt minél teljesebb, emellett lehetőleg objektív címkézés, amely lehetővé teszi a részletekre kiterjedő, eredményes keresést. A legtöbb booru lehetővé teszi egyszerre több címke keresését, címkék kizárását, vagy részleges címkék keresését. Bár vannak booruk többnyelvű címkézéssel, az esetek túlnyomó részében a címkézés igazodik az oldal nyelvéhez, amely az angol szokott lenni. A címkékben általában a szóközöket technikai okokból alávonások (_) helyettesítik.
A booruk legtöbbje anime-manga jellegű illusztrációkat fogad, ezen belül sok fanartot, így a címkék leggyakrabban a képeken látható szereplők megjelenését, viselkedését, a képeken látható történést írják le. Ezenkívül gyakori címkék még a képen ábrázolt szereplők nevei, a kép témájának alapjául szolgáló szellemi termékek (anime, manga, film, videójáték stb.) címei, és az illusztrátorok valódi vagy internetes becenevei. Ezenkívül – a címkézési rendszertől függetlenül – a legtöbb booru lehetővé teszi a poszt értékelését (számszerűen vagy csillagokkal), kedvencelését, letöltését, illetve a képfájl technikai adatainak (pl. fájlméret és felbontás) és származási helyének (pl. egy adott mangakötet, vagy egy adott webcím) jelzését is.

#### Egyéb funkciók
A legtöbb booru-jellegű oldal tartalmaz egy hagyományos internetes fórumot is, ahol az oldal működtetésével és az oldalon szívesen látott témákkal kapcsolatban írhatnak a felhasználók és az oldal adminisztrátorai, moderátorai. Mivel a chan-típusú képtáblákkal ellentétben a boorukon való posztolás nem támogatja a folyamatos, fórumjellegű, anonim beszélgetéseket (hiszen ez esetben a posztolt kép és kommentjei végleg megmaradnak, és egyfajta popkulturális galéria részeivé válnak), ezért fórum nélkül egy booru nem tekinthető ugyanolyan felhasználói, látogatói közösségnek, mint egy chan.

## Képtáblamotorok
(Motornak nevezik az adott weboldalat üzemeltető szoftvert.)

### Chan-motorok
Chan-típusú képtáblát üzemeltető motorok többek közt (ide értve a textboard motorokat is):
- Futaba (PHP, MySQL)
  - Futallaby (PHP, MySQL)
- Wakaba (+Kareha textboard)
- Kusaba
- Trevorchan
- LynxChan (Node.js, MongoDB)
- 4chan

### Booru-motorok
Booru-típusú képtáblát üzemeltető motorok többek közt:
- Moebo@rd
- Danbooru 1.x
  - Danbooru 2.x (Ruby on Rails)
  - Moebooru (Ruby on Rails, PostgreSQL)
    - My.imouto.booru/MyImouto (PHP, MySQL)
      - MyImouto 2 (PHP, MySQL)

  - Sankaku Channel
- Shimmie
  - Shimmie 2 (PHP, MySQL/MariaDB)
- Gelbooru 0.1.x (PHP)
  - Gelbooru 0.2.x (PHP, Java)